# Ligue des champions masculine de l'EHF 2011-2012
Navigation
Ligue des champions 2010-2011 Ligue des champions 2012-2013
La saison 2011-2012 de la Ligue des Champions de l'EHF met 36 équipes européennes aux prises. Il s’agit de la 52e édition de la Ligue des champions de l'EHF, anciennement Coupe d'Europe des clubs champions, organisée par l’EHF. Le Final Four 2011-2012 a eu lieu au Lanxess Arena de Cologne les 26 et 27 mai 2012, et ce pour la troisième année consécutive, et a vu le THW Kiel remporter son troisième titre aux dépens du BM Atlético de Madrid et succède ainsi au FC Barcelone.

## Présentation

### Formule
Quatre équipes issues de trois groupes de qualification et d'un groupe de Wild-Cards (invitations) rejoignent les 20 équipes de la phase de groupe. Les tournois de qualification ne sont plus joués sous la forme de mini-championnats comme dans les éditions précédentes mais de finale à 4. Cela permet de réduire quelque peu le nombre de matches disputés. 
Les 24 équipes sont réparties dans quatre groupes de six, où elles disputent un championnat comportant 10 journées. 
Les quatre premiers de chaque groupe sont qualifiés pour des huitièmes de finale en match aller et retour, dont les vainqueurs s’affrontent dans des quarts de finale, également en aller-retour. 
Le tournoi se termine par une finale à 4 (Final Four) sur un même week-end : les deux demi-finales, le samedi 26 mai 2012, le match pour la troisième place et la finale, le dimanche 27 mai 2012, se déroule au Lanxess Arena de Cologne.

### Participants
Un total de 36 équipes provenant de 24 fédérations membres de l'EHF participent à la Ligue des champions 2011‑2012.
Le coefficient EHF (établi à partie des résultats obtenus entre les saisons 2007-2008 et 2009-2010) définit le nombre de clubs qu'une fédération a droit d'envoyer. La répartition pour la saison 2011-2012 est la suivante :
| Rang                   | Pays               | Club(s)               | Tour                      |
| ---------------------- | ------------------ | --------------------- | ------------------------- |
| 1                      | Allemagne          | HSV Hambourg          | Phase de groupes          |
| 1                      | Allemagne          | THW Kiel              | Phase de groupes          |
| 1                      | Allemagne          | Füchse Berlin         | Phase de groupes          |
| 1                      | Allemagne          | Rhein-Neckar Löwen    | Tournoi de Wild Card      |
| 2                      | Espagne            | FC Barcelone          | Phase de groupes          |
| 2                      | Espagne            | BM Atlético de Madrid | Phase de groupes          |
| 2                      | Espagne            | Reale Ademar León     | Phase de groupes          |
| 2                      | Espagne            | BM Valladolid         | Tournoi de Wild Card      |
| 3                      | Hongrie            | Veszprém KSE          | Phase de groupes          |
| 3                      | Hongrie            | SC Pick Szeged        | Phase de groupes          |
| 4                      | France             | Montpellier Handball  | Phase de groupes          |
| 4                      | France             | Chambéry Savoie HB    | Phase de groupes          |
| 4                      | France             | Dunkerque HBGL        | Tournoi de Wild Card      |
| 5                      | Russie             | Medvedi Tchekhov      | Phase de groupes          |
| 5                      | Russie             | Saint-Pétersbourg HC  | Phase de groupes          |
| 6                      | Danemark           | AG Copenhague         | Phase de groupes          |
| 6                      | Danemark           | Bjerringbro-Silkeborg | Phase de groupes          |
| 7                      | Suisse             | Kadetten Schaffhouse  | Phase de groupes          |
| 8                      | Slovénie           | RK Cimos Koper        | Phase de groupes          |
| 9                      | Roumanie           | HCM Constanța         | Phase de groupes          |
| 10                     | Croatie            | RK Zagreb             | Phase de groupes          |
| 11                     | Ukraine            | ZTR Zaporijjia        | Retrait volontaire ?      |
| 12                     | Portugal           | FC Porto              | Tournois de qualification |
| 13                     | Suède              | IK Sävehof            | Tournois de qualification |
| 14                     | Bosnie-Herzégovine | RK Bosna Sarajevo     | Phase de groupes          |
| 15                     | Macédoine          | Metalurg Skopje       | Tournois de qualification |
| 16                     | Pologne            | Wisła Płock           | Phase de groupes          |
| 16                     | Pologne            | KS Kielce             | Tournoi de Wild Card      |
| 17                     | Autriche           | Aon Fivers Margareten | Tournois de qualification |
| 18                     | Serbie             | RK Partizan Belgrade  | Tournois de qualification |
| 19                     | Slovaquie          | HT Tatran Prešov      | Tournois de qualification |
| 20                     | Islande            | FH Hafnarfjörður      | Tournois de qualification |
| 21                     | Norvège            | Haslum HK             | Tournois de qualification |
| 22                     | Turquie            | Beşiktaş JK           | Tournois de qualification |
| 23                     | Italie             | HC Conversano         | Retrait volontaire        |
| 24                     | Biélorussie        | HC Dinamo Minsk       | Tournois de qualification |
| 25                     | Monténégro         | RK Mojkovac           | Retrait volontaire        |
| 26                     | Grèce              | AEK Athènes           | Tournois de qualification |
| 27                     | Israël             | Maccabi Rishon LeZion | Tournois de qualification |
| 28 à 46 : aucune place |                    |                       |                           |

### Calendrier
| Phase                         | Tour                                                                             | Tirage au sort | Match aller                                                                     | Match retour                                                                    | Clubs |
| ----------------------------- | -------------------------------------------------------------------------------- | -------------- | ------------------------------------------------------------------------------- | ------------------------------------------------------------------------------- | ----- |
| Phase de qualification (2011) | Tournois de Wild Card                                                            | 27 juin        | 3 septembre                                                                     | 4 septembre                                                                     | 4     |
| Phase de qualification (2011) | Tournois de qualification                                                        | 27 juin        | 3 septembre                                                                     | 4 septembre                                                                     | 12    |
| Phase de groupes (2011-2012)  | Journées 1 et 7 Journées 2 et 8 Journées 3 et 10 Journées 4 et 9 Journées 5 et 6 | 28 juin        | 28 septembre - 2 octobre 5-9 octobre 12-16 octobre 19-23 octobre 16-20 novembre | 30 novembre -4 décembre 8-12 février 22-29 février 15-19 février 23-27 novembre | 24    |
| Phase finale (2012)           | Huitièmes de finale                                                              | 28 février     | 14-18 mars                                                                      | 21-25 mars                                                                      | 16    |
| Phase finale (2012)           | Quarts de finale                                                                 | 27 mars        | 17-21 avril                                                                     | 24-28 avril                                                                     | 8     |
| Phase finale (2012)           | Demi-finales                                                                     | 2 mai          | 26 mai à Cologne                                                                | 26 mai à Cologne                                                                | 4     |
| Phase finale (2012)           | Finale                                                                           | N/A            | 27 mai à Cologne                                                                | 27 mai à Cologne                                                                | 2     |

## Phase de qualification
Le vainqueur de chaque tournoi est qualifié pour la phase de groupes de la Ligue des champions. Les équipes classées deuxième et troisième démarrent au 3e tour de qualification de la Coupe de l'EHF. Les équipes classées quatrième démarrent au 3e tour de qualification de la Coupe de l'EHF.

### Tournoi de Wild Card
Le tournoi est organisé les 3 et 4 septembre 2011 par le club polonais du KS Kielce. Il oppose quatre clubs européens : le BM Valladolid, finaliste de la Coupe du Roi, le Dunkerque HGL, troisième du Championnat de France, le KS Kielce, deuxième du championnat de Pologne, et le Rhein-Neckar Löwen, quatrième du championnat d'Allemagne.
|  | Demi-finales       | Demi-finales       |                        |    | Finale           | Finale           |
|  | Demi-finales       | Demi-finales       |                        |    | Finale           | Finale           |
|  |                    |                    |                        |    |                  |                  |
|  | 3 septembre 2011   | 3 septembre 2011   |                        |    | 4 septembre 2011 | 4 septembre 2011 |
|  | 3 septembre 2011   | 3 septembre 2011   |                        |    | 4 septembre 2011 | 4 septembre 2011 |
|  | BM Valladolid      | 19                 |                        |    | 4 septembre 2011 | 4 septembre 2011 |
|  | BM Valladolid      | 19                 |                        |    | 4 septembre 2011 | 4 septembre 2011 |
|  | KS Kielce          | 21                 |                        |    | 4 septembre 2011 | 4 septembre 2011 |
|  | KS Kielce          | 21                 | KS Kielce              | 32 |                  |                  |
|  | 3 septembre 2011   |                    | KS Kielce              | 32 |                  |                  |
|  |                    | Rhein-Neckar Löwen | 30                     |    |                  |                  |
|  | Rhein-Neckar Löwen | Rhein-Neckar Löwen | 30                     | 36 |                  |                  |
|  | Rhein-Neckar Löwen |                    |                        | 36 |                  |                  |
|  | Dunkerque HBGL     | 30                 |                        |    |                  |                  |
|  | Dunkerque HBGL     | 30                 | Match pour la 3e place |    |                  |                  |
|  |                    |                    |                        |    |                  |                  |
|  | 4 septembre 2011   |                    |                        |    |                  |                  |
|  |                    |                    |                        |    |                  |                  |
|  | Dunkerque HBGL     | 27                 |                        |    |                  |                  |
|  | Dunkerque HBGL     | 27                 |                        |    |                  |                  |
|  | BM Valladolid      | 23                 |                        |    |                  |                  |
|  | BM Valladolid      | 23                 |                        |    |                  |                  |

| Rang | Club               | Compétition           |
| ---- | ------------------ | --------------------- |
| 1    | KS Kielce          | C1 : phase de groupes |
| 2    | Rhein-Neckar Löwen | C3 : 3e tour          |
| 3    | Dunkerque HBGL     | C3 : 3e tour          |
| 4    | BM Valladolid      | C3 : 2e tour          |

### Tournois de qualification
Dans ce tournoi de qualifications, douze équipes championnes de leur ligue respective sont réparties en trois groupes de quatre et tentent de gagner l'une des trois places qualificatives mises en jeu.

#### Composition des chapeaux
| Chapeau 1          | Chapeau 2        | Chapeau 3            | Chapeau 4             |
| ------------------ | ---------------- | -------------------- | --------------------- |
| IK Sävehof         | AEK Athènes      | Haslum HK            | FC Porto              |
| RK Metalurg Skopje | FH Hafnarfjörður | Aon Fivers           | Beşiktaş JK           |
| HT Tatran Prešov   | HC Dinamo Minsk  | RK Partizan Belgrade | Maccabi Rishon LeZion |

#### Groupe 1
Les matchs du groupe 1 se déroulent à Prešov,  Slovaquie.
|  | Demi-finales         | Demi-finales     |                        |    | Finale           | Finale           |
|  | Demi-finales         | Demi-finales     |                        |    | Finale           | Finale           |
|  |                      |                  |                        |    |                  |                  |
|  | 3 septembre 2011     | 3 septembre 2011 |                        |    | 4 septembre 2011 | 4 septembre 2011 |
|  | 3 septembre 2011     | 3 septembre 2011 |                        |    | 4 septembre 2011 | 4 septembre 2011 |
|  | AEK Athènes          | 25               |                        |    | 4 septembre 2011 | 4 septembre 2011 |
|  | AEK Athènes          | 25               |                        |    | 4 septembre 2011 | 4 septembre 2011 |
|  | RK Partizan Belgrade | 26               |                        |    | 4 septembre 2011 | 4 septembre 2011 |
|  | RK Partizan Belgrade | 26               | RK Partizan Belgrade   | 33 |                  |                  |
|  | 3 septembre 2011     |                  | RK Partizan Belgrade   | 33 |                  |                  |
|  |                      | FC Porto         | 26                     |    |                  |                  |
|  | HT Tatran Prešov     | FC Porto         | 26                     | 28 |                  |                  |
|  | HT Tatran Prešov     |                  |                        | 28 |                  |                  |
|  | FC Porto             | 29               |                        |    |                  |                  |
|  | FC Porto             | 29               | Match pour la 3e place |    |                  |                  |
|  |                      |                  |                        |    |                  |                  |
|  | 4 septembre 2011     |                  |                        |    |                  |                  |
|  |                      |                  |                        |    |                  |                  |
|  | HT Tatran Prešov     | 40               |                        |    |                  |                  |
|  | HT Tatran Prešov     | 40               |                        |    |                  |                  |
|  | AEK Athènes          | 23               |                        |    |                  |                  |
|  | AEK Athènes          | 23               |                        |    |                  |                  |

| Rang | Club                 | Compétition           |
| ---- | -------------------- | --------------------- |
| 1    | RK Partizan Belgrade | C1 : phase de groupes |
| 2    | FC Porto             | C3 : 3e tour          |
| 3    | HT Tatran Prešov     | C3 : 3e tour          |
| 4    | AEK Athènes          | C3 : 2e tour          |

#### Groupe 2
Les matchs du groupe 2 se déroulent à Margareten,  Autriche.
|  | Demi-finales     | Demi-finales     |                        |    | Finale           | Finale           |
|  | Demi-finales     | Demi-finales     |                        |    | Finale           | Finale           |
|  |                  |                  |                        |    |                  |                  |
|  | 3 septembre 2011 | 3 septembre 2011 |                        |    | 4 septembre 2011 | 4 septembre 2011 |
|  | 3 septembre 2011 | 3 septembre 2011 |                        |    | 4 septembre 2011 | 4 septembre 2011 |
|  | IK Sävehof       | 34               |                        |    | 4 septembre 2011 | 4 septembre 2011 |
|  | IK Sävehof       | 34               |                        |    | 4 septembre 2011 | 4 septembre 2011 |
|  | Beşiktaş JK      | 28               |                        |    | 4 septembre 2011 | 4 septembre 2011 |
|  | Beşiktaş JK      | 28               | IK Sävehof             | 33 |                  |                  |
|  | 3 septembre 2011 |                  | IK Sävehof             | 33 |                  |                  |
|  |                  | HC Dinamo Minsk  | 32                     |    |                  |                  |
|  | HC Dinamo Minsk  | HC Dinamo Minsk  | 32                     | 32 |                  |                  |
|  | HC Dinamo Minsk  |                  |                        | 32 |                  |                  |
|  | Aon Fivers       | 23               |                        |    |                  |                  |
|  | Aon Fivers       | 23               | Match pour la 3e place |    |                  |                  |
|  |                  |                  |                        |    |                  |                  |
|  | 4 septembre 2011 |                  |                        |    |                  |                  |
|  |                  |                  |                        |    |                  |                  |
|  | Beşiktaş JK      | 37               |                        |    |                  |                  |
|  | Beşiktaş JK      | 37               |                        |    |                  |                  |
|  | Aon Fivers       | 33               |                        |    |                  |                  |
|  | Aon Fivers       | 33               |                        |    |                  |                  |

| Rang | Club            | Compétition           |
| ---- | --------------- | --------------------- |
| 1    | IK Sävehof      | C1 : phase de groupes |
| 2    | HC Dinamo Minsk | C3 : 3e tour          |
| 3    | Beşiktaş JK     | C3 : 3e tour          |
| 4    | Aon Fivers      | C3 : 2e tour          |

#### Groupe 3
Les matchs du groupe 3 se déroulent à Rishon LeZion,  Israël.
|  | Demi-finales          | Demi-finales     |                        |    | Finale           | Finale           |
|  | Demi-finales          | Demi-finales     |                        |    | Finale           | Finale           |
|  |                       |                  |                        |    |                  |                  |
|  | 3 septembre 2011      | 3 septembre 2011 |                        |    | 4 septembre 2011 | 4 septembre 2011 |
|  | 3 septembre 2011      | 3 septembre 2011 |                        |    | 4 septembre 2011 | 4 septembre 2011 |
|  | RK Metalurg Skopje    | 27               |                        |    | 4 septembre 2011 | 4 septembre 2011 |
|  | RK Metalurg Skopje    | 27               |                        |    | 4 septembre 2011 | 4 septembre 2011 |
|  | Maccabi Rishon LeZion | 19               |                        |    | 4 septembre 2011 | 4 septembre 2011 |
|  | Maccabi Rishon LeZion | 19               | RK Metalurg Skopje     | 29 |                  |                  |
|  | 3 septembre 2011      |                  | RK Metalurg Skopje     | 29 |                  |                  |
|  |                       | Haslum HK        | 28                     |    |                  |                  |
|  | FH Hafnarfjörður      | Haslum HK        | 28                     | 29 |                  |                  |
|  | FH Hafnarfjörður      |                  |                        | 29 |                  |                  |
|  | Haslum HK             | 39               |                        |    |                  |                  |
|  | Haslum HK             | 39               | Match pour la 3e place |    |                  |                  |
|  |                       |                  |                        |    |                  |                  |
|  | 4 septembre 2011      |                  |                        |    |                  |                  |
|  |                       |                  |                        |    |                  |                  |
|  | Maccabi Rishon LeZion | 36               |                        |    |                  |                  |
|  | Maccabi Rishon LeZion | 36               |                        |    |                  |                  |
|  | FH Hafnarfjörður      | 29               |                        |    |                  |                  |
|  | FH Hafnarfjörður      | 29               |                        |    |                  |                  |

| Rang | Club                  | Compétition           |
| ---- | --------------------- | --------------------- |
| 1    | RK Metalurg Skopje    | C1 : phase de groupes |
| 2    | Haslum HK             | C3 : 3e tour          |
| 3    | Maccabi Rishon LeZion | C3 : 3e tour          |
| 4    | FH Hafnarfjörður      | C3 : 2e tour          |

## Phase de groupes

### Composition des chapeaux
Le tirage au sort a eu lieu le 28 juin 2011 à Vienne, en Autriche.
| Chapeau 1        | Chapeau 2      | Chapeau 3             | Chapeau 4                | Chapeau 5             | Chapeau 6            |
| ---------------- | -------------- | --------------------- | ------------------------ | --------------------- | -------------------- |
| FC Barcelone     | Veszprém KSE   | BM Atlético de Madrid | Saint-Pétersbourg HC     | SC Pick Szeged        | RK Partizan Belgrade |
| HSV Hambourg     | RK Zagreb      | THW Kiel              | Chambéry Savoie Handball | Bjerringbro-Silkeborg | IK Sävehof           |
| Medvedi Tchekhov | AG Copenhague  | HCM Constanța         | Reale Ademar León        | RK Bosna Sarajevo     | RK Metalurg Skopje   |
| Montpellier AHB  | RK Cimos Koper | Kadetten Schaffhausen | Füchse Berlin            | Wisła Płock           | KS Kielce            |

### Légende
| Légende pour le classement - Qualifié pour les huitièmes de finale. - Éliminé de la compétition. - T : Tenant du titre. | Légende pour les scores - Équipe à domicile victorieuse. - Match nul. - Équipe à l'extérieur victorieuse. |

### Groupe A
|   | Équipe                   | Pts | J  | G | N | P  | Bp  | Bc  | Diff |  | Résultats (dom.\ext.)    |       |       |       |       |       |       |
| - | ------------------------ | --- | -- | - | - | -- | --- | --- | ---- |  | ------------------------ | ----- | ----- | ----- | ----- | ----- | ----- |
| 1 | FC BarceloneT            | 18  | 10 | 9 | 0 | 1  | 336 | 245 | 91   |  | FC Barcelone             |       | 29-30 | 36-24 | 33-29 | 28-25 | 37-19 |
| 2 | RK Zagreb                | 16  | 10 | 8 | 0 | 2  | 289 | 255 | 34   |  | RK Zagreb                | 30-31 |       | 30-26 | 31-28 | 28-20 | 33-19 |
| 3 | IK Sävehof               | 10  | 10 | 5 | 0 | 5  | 291 | 300 | -9   |  | IK Sävehof               | 26-39 | 28-25 |       | 31-25 | 32-31 | 24-20 |
| 4 | Kadetten Schaffhouse     | 8*  | 10 | 4 | 0 | 6  | 309 | 283 | 26   |  | Kadetten Schaffhouse     | 26-30 | 27-28 | 40-32 |       | 28-24 | 43-18 |
| 5 | Chambéry Savoie Handball | 8*  | 10 | 4 | 0 | 6  | 276 | 270 | 6    |  | Chambéry Savoie Handball | 19-30 | 26-28 | 33-30 | 33-29 |       | 40-19 |
| 6 | RK Bosna Sarajevo        | 0   | 10 | 0 | 0 | 10 | 195 | 343 | -148 |  | RK Bosna Sarajevo        | 17-43 | 21-26 | 21-38 | 23-24 | 18-25 |       |

* Schaffhouse devance Chambéry au nombre de buts marqués à l'extérieur lors de leurs confrontations particulières (29 buts pour Schaffhouse contre 24 buts pour Chambéry).

### Groupe B
|   | Équipe                | Pts | J  | G | N | P  | Bp  | Bc  | Diff |  | Résultats (dom.\ext.) |       |       |       |       |       |       |
| - | --------------------- | --- | -- | - | - | -- | --- | --- | ---- |  | --------------------- | ----- | ----- | ----- | ----- | ----- | ----- |
| 1 | BM Atlético de Madrid | 16  | 10 | 7 | 2 | 1  | 318 | 285 | 33   |  | BM Atlético de Madrid |       | 37-28 | 32-27 | 28-27 | 30-30 | 31-27 |
| 2 | Veszprém KSE          | 12  | 10 | 6 | 0 | 4  | 266 | 266 | 0    |  | Veszprém KSE          | 28-27 |       | 24-33 | 21-24 | 24-22 | 32-25 |
| 3 | Füchse Berlin         | 11  | 10 | 5 | 1 | 4  | 295 | 285 | 10   |  | Füchse Berlin         | 33-37 | 24-29 |       | 30-27 | 31-28 | 28-27 |
| 4 | KS Kielce             | 11  | 10 | 5 | 1 | 4  | 296 | 292 | 4    |  | KS Kielce             | 29-37 | 25-29 | 32-29 |       | 26-26 | 37-29 |
| 5 | Medvedi Tchekhov      | 10  | 10 | 2 | 3 | 3  | 291 | 276 | 15   |  | Medvedi Tchekhov      | 29-29 | 30-26 | 31-31 | 30-31 |       | 30-23 |
| 6 | Bjerringbro-Silkeborg | 0   | 10 | 0 | 0 | 10 | 253 | 315 | -62  |  | Bjerringbro-Silkeborg | 27-30 | 19-25 | 25-30 | 26-37 | 25-35 |       |

### Groupe C
|   | Équipe               | Pts | J  | G | N | P | Bp  | Bc  | Diff |  | Résultats (dom.\ext.) |       |       |       |       |       |       |
| - | -------------------- | --- | -- | - | - | - | --- | --- | ---- |  | --------------------- | ----- | ----- | ----- | ----- | ----- | ----- |
| 1 | HSV Hambourg         | 19  | 10 | 9 | 1 | 0 | 310 | 245 | 65   |  | HSV Hambourg          |       | 27-27 | 32-25 | 34-25 | 32-20 | 36-25 |
| 2 | RK Cimos Koper       | 13  | 10 | 5 | 3 | 2 | 267 | 248 | 19   |  | RK Cimos Koper        | 23-24 |       | 22-22 | 27-24 | 30-23 | 28-24 |
| 3 | RK Metalurg Skopje   | 12  | 10 | 5 | 2 | 3 | 254 | 231 | 23   |  | RK Metalurg Skopje    | 23-25 | 28-23 |       | 31-27 | 32-19 | 25-18 |
| 4 | Wisła Płock          | 9   | 10 | 4 | 1 | 5 | 273 | 269 | 4    |  | Wisła Płock           | 26-30 | 25-25 | 20-24 |       | 30-26 | 30-29 |
| 5 | Saint-Pétersbourg HC | 5   | 10 | 2 | 1 | 7 | 241 | 301 | -60  |  | Saint-Pétersbourg HC  | 25-36 | 26-35 | 25-25 | 23-32 |       | 27-25 |
| 6 | HCM Constanța        | 2   | 10 | 1 | 0 | 9 | 235 | 286 | -51  |  | HCM Constanța         | 26-34 | 25-27 | 20-19 | 19-34 | 24-26 |       |

### Groupe D
|   | Équipe               | Pts | J  | G | N | P  | Bp  | Bc  | Diff |  | Résultats (dom.\ext.) |       |       |       |       |       |       |
| - | -------------------- | --- | -- | - | - | -- | --- | --- | ---- |  | --------------------- | ----- | ----- | ----- | ----- | ----- | ----- |
| 1 | THW Kiel             | 16  | 10 | 7 | 2 | 1  | 318 | 263 | 55   |  | THW Kiel              |       | 28-26 | 38-28 | 23-24 | 34-24 | 36-28 |
| 2 | AG Copenhague        | 15  | 10 | 7 | 1 | 2  | 298 | 268 | 30   |  | AG Copenhague         | 24-24 |       | 30-29 | 31-29 | 36-24 | 29-23 |
| 3 | Reale Ademar León    | 13  | 10 | 6 | 1 | 3  | 302 | 296 | 6    |  | Reale Ademar León     | 28-28 | 28-26 |       | 29-28 | 31-25 | 33-28 |
| 4 | Montpellier AHB      | 10  | 10 | 5 | 0 | 5  | 307 | 293 | 14   |  | Montpellier AHB       | 31-34 | 27-31 | 38-34 |       | 29-26 | 36-27 |
| 5 | SC Pick Szeged       | 6   | 10 | 3 | 0 | 7  | 285 | 316 | -31  |  | SC Pick Szeged        | 26-38 | 31-34 | 31-35 | 38-35 |       | 31-21 |
| 6 | RK Partizan Belgrade | 0   | 10 | 0 | 0 | 10 | 243 | 317 | -74  |  | RK Partizan Belgrade  | 24-35 | 25-31 | 24-27 | 20-30 | 23-29 |       |

## Phase finale
| \| Montpellier Berlin Schaffhouse Płock León Skopje Kielce Sävehof Koper Copenhague Madrid Veszprém Zagreb Kiel Hambourg Barcelone \| Localisation des équipes en phase finale. |
| Montpellier Berlin Schaffhouse Płock León Skopje Kielce Sävehof Koper Copenhague Madrid Veszprém Zagreb Kiel Hambourg Barcelone                                                 |

### Qualification et tirage au sort
Les quatre premiers, les quatre deuxièmes, les quatre troisièmes ainsi que les quatre quatrièmes de chaque groupe participent à la phase finale, qui débute par les huitièmes de finale.
Les équipes se trouvant dans le Chapeau 1 tomberont face aux équipes du Chapeau 4 et les équipes se trouvant dans le Chapeau 2 tomberont face aux équipes du Chapeau 3.
À noter que les équipes se trouvant dans les Chapeaux 1 et 2 reçoivent pour le match aller.

### Huitièmes de finale

#### Composition des chapeaux
Les chapeaux sont réalisés simplement en prenant le classement des seize équipes dans leur groupe respectif.
Le tirage au sort des huitièmes de finale de la ligue des champions 2011/2012 a lieu le mardi 28 février 2012.
| Chapeau 1             | Chapeau 2      | Chapeau 3          | Chapeau 4             |
| --------------------- | -------------- | ------------------ | --------------------- |
| FC Barcelone          | RK Zagreb      | IK Sävehof         | Kadetten Schaffhausen |
| BM Atlético de Madrid | Veszprém KSE   | KS Kielce          | Füchse Berlin         |
| HSV Hambourg          | RK Cimos Koper | RK Metalurg Skopje | Wisła Płock           |
| THW Kiel              | AG Copenhague  | Reale Ademar León  | Montpellier AHB       |

#### Résultats
|           | Équipe 1             | Équipe 2              | Aller           | Retour          | Total   |
| --------- | -------------------- | --------------------- | --------------- | --------------- | ------- |
| Tableau A | Füchse Berlin        | HSV Hambourg          | 18 mars à 16h00 | 25 mars à 17h15 | 56 – 53 |
| Tableau A | Füchse Berlin        | HSV Hambourg          | 32 – 30 (15-15) | 24 – 23 (11-10) | 56 – 53 |
| Tableau A | Füchse Berlin        | HSV Hambourg          | Rapport         | Rapport         | 56 – 53 |
| Tableau A | Montpellier AHB      | FC Barcelone          | 18 mars à 17h00 | 25 mars à 17h00 | 50 – 64 |
| Tableau A | Montpellier AHB      | FC Barcelone          | 30 – 28 (17-11) | 20 – 36 (8-17)  | 50 – 64 |
| Tableau A | Montpellier AHB      | FC Barcelone          | Rapport         | Rapport         | 50 – 64 |
| Tableau A | Wisła Płock          | THW Kiel              | 14 mars à 20h00 | 18 mars à 17h30 | 48 – 63 |
| Tableau A | Wisła Płock          | THW Kiel              | 24 – 36 (12-14) | 24 – 27 (15-10) | 48 – 63 |
| Tableau A | Wisła Płock          | THW Kiel              | Rapport         | Rapport         | 48 – 63 |
| Tableau A | Kadetten Schaffhouse | BM Atlético de Madrid | 15 mars à 19h30 | 25 mars à 15h45 | 57 – 62 |
| Tableau A | Kadetten Schaffhouse | BM Atlético de Madrid | 27 – 36 (11-15) | 30 – 26 (14-14) | 57 – 62 |
| Tableau A | Kadetten Schaffhouse | BM Atlético de Madrid | Rapport         | Rapport         | 57 – 62 |
| Tableau B | Reale Ademar León    | MKB Veszprém KC       | 17 mars à 17h00 | 25 mars à 18h00 | 56 – 55 |
| Tableau B | Reale Ademar León    | MKB Veszprém KC       | 31 – 28 (19-19) | 25 – 27 (12-16) | 56 – 55 |
| Tableau B | Reale Ademar León    | MKB Veszprém KC       | Rapport         | Rapport         | 56 – 55 |
| Tableau B | KS Kielce            | RK Cimos Koper        | 18 mars à 20h30 | 24 mars à 18h00 | 50 – 51 |
| Tableau B | KS Kielce            | RK Cimos Koper        | 27 – 26 (13-12) | 23 – 25 (12-13) | 50 – 51 |
| Tableau B | KS Kielce            | RK Cimos Koper        | Rapport         | Rapport         | 50 – 51 |
| Tableau B | RK Metalurg Skopje   | RK Zagreb             | 18 mars à 17h00 | 24 mars à 20h15 | 40 – 44 |
| Tableau B | RK Metalurg Skopje   | RK Zagreb             | 19 – 18 (7-9)   | 21 – 26 (10-12) | 40 – 44 |
| Tableau B | RK Metalurg Skopje   | RK Zagreb             | Rapport         | Rapport         | 40 – 44 |
| Tableau B | IK Sävehof           | AG Copenhague         | 18 mars à 16h30 | 24 mars à 20h00 | 49 – 60 |
| Tableau B | IK Sävehof           | AG Copenhague         | 24 – 34 (9-19)  | 24 – 26 (12-14) | 49 – 60 |
| Tableau B | IK Sävehof           | AG Copenhague         | Rapport         | Rapport         | 49 – 60 |

### Quarts de finale
Le tirage au sort aura lieu le 27 mars 2012 à Vienne.
| Chapeau 1             | Chapeau 2         |
| --------------------- | ----------------- |
| FC Barcelone          | Reale Ademar León |
| THW Kiel              | AG Copenhague     |
| BM Atlético de Madrid | RK Cimos Koper    |
| Füchse Berlin         | RK Zagreb         |

#### Résultats
| Équipe 1          | Équipe 2              | Aller               | Retour              | Total    |
| ----------------- | --------------------- | ------------------- | ------------------- | -------- |
| AG Copenhague     | FC Barcelone          | V. 20 avril à 20h10 | S. 28 avril à 20h00 | 62 – 59  |
| AG Copenhague     | FC Barcelone          | 29 – 23 (16-11)     | 33 – 36 (17-17)     | 62 – 59  |
| AG Copenhague     | FC Barcelone          | Rapport             | Rapport             | 62 – 59  |
| Reale Ademar León | Füchse Berlin         | S. 21 avril à 17h30 | D. 29 avril à 16h00 | 52 – 52¹ |
| Reale Ademar León | Füchse Berlin         | 34 – 23 (15-9)      | 18 – 29 (6-13)      | 52 – 52¹ |
| Reale Ademar León | Füchse Berlin         | Rapport             | Rapport             | 52 – 52¹ |
| RK Zagreb         | THW Kiel              | S. 21 avril à 19h15 | D. 29 avril à 17h30 | 58 – 64  |
| RK Zagreb         | THW Kiel              | 31 – 31 (15-12)     | 27 – 33 (16-16)     | 58 – 64  |
| RK Zagreb         | THW Kiel              | Rapport             | Rapport             | 58 – 64  |
| RK Cimos Koper    | BM Atlético de Madrid | S. 21 avril à 18h00 | S. 28 avril à 20h15 | 50 – 54  |
| RK Cimos Koper    | BM Atlético de Madrid | 26 – 23 (13-12)     | 24 – 31 (13-14)     | 50 – 54  |
| RK Cimos Koper    | BM Atlético de Madrid | Rapport             | Rapport             | 50 – 54  |

¹Le Füchse Berlin se qualifie aux dépens de Leon suivant la règle du nombre du buts inscrits à l'extérieur.

### Final Four
Le Final Four a lieu à la Lanxess Arena de Cologne en Allemagne les 26 et 27 mai 2012. À l'issue des deux demi-finales, un match pour la troisième place oppose les deux perdants et les vainqueurs s'affrontent en finale pour succéder au FC Barcelone, vainqueur de la compétition la saison précédente.
|  | Demi-finales          | Demi-finales          |                        |    | Finale | Finale |
|  | Demi-finales          | Demi-finales          |                        |    | Finale | Finale |
|  |                       |                       |                        |    |        |        |
|  |                       |                       |                        |    |        |        |
|  |                       |                       |                        |    |        |        |
|  | Füchse Berlin         | 24                    |                        |    |        |        |
|  | Füchse Berlin         | 24                    |                        |    |        |        |
|  | THW Kiel              | 25                    |                        |    |        |        |
|  | THW Kiel              | 25                    | THW Kiel               | 26 |        |        |
|  |                       |                       | THW Kiel               | 26 |        |        |
|  |                       | BM Atlético de Madrid | 21                     |    |        |        |
|  | BM Atlético de Madrid | BM Atlético de Madrid | 21                     | 25 |        |        |
|  | BM Atlético de Madrid |                       |                        | 25 |        |        |
|  | AG Copenhague         | 23                    |                        |    |        |        |
|  | AG Copenhague         | 23                    | Match pour la 3e place |    |        |        |
|  |                       |                       |                        |    |        |        |
|  |                       |                       |                        |    |        |        |
|  |                       |                       |                        |    |        |        |
|  | Füchse Berlin         | 21                    |                        |    |        |        |
|  | Füchse Berlin         | 21                    |                        |    |        |        |
|  | AG Copenhague         | 26                    |                        |    |        |        |
|  | AG Copenhague         | 26                    |                        |    |        |        |

#### Demi-finales
| 26 mai 2012 15h15 | Füchse Berlin         | 24 – 25 | THW Kiel       | Lanxess Arena, Cologne Affluence : 20 000 Arbitrage : Abrahamsen, Kristiansen |
| 26 mai 2012 15h15 | Alexander Petersson 7 | (12–15) | Filip Jícha 11 | Lanxess Arena, Cologne Affluence : 20 000 Arbitrage : Abrahamsen, Kristiansen |
| 26 mai 2012 15h15 | ×3 ×4                 | Rapport | ×3 ×4          | Lanxess Arena, Cologne Affluence : 20 000 Arbitrage : Abrahamsen, Kristiansen |

| 26 mai 2012 18h00 | BM Atlético de Madrid | 25 – 23 | AG Copenhague   | Lanxess Arena, Cologne Affluence : 20 000 Arbitrage : Gubica, Milosevic |
| 26 mai 2012 18h00 | Kiril Lazarov 11      | (12–15) | Niclas Ekberg 5 | Lanxess Arena, Cologne Affluence : 20 000 Arbitrage : Gubica, Milosevic |
| 26 mai 2012 18h00 | ×3 ×2                 | Rapport | ×3              | Lanxess Arena, Cologne Affluence : 20 000 Arbitrage : Gubica, Milosevic |

#### Match pour la3eplace
| 27 mai 2012 15h15 | Füchse Berlin   | 21 – 26 | AG Copenhague    | Lanxess Arena, Cologne Affluence : 20 000 Arbitrage : Badura, Ondogrecula |
| 27 mai 2012 15h15 | Evgeni Pevnov 5 | (9–13)  | quatre joueurs 4 | Lanxess Arena, Cologne Affluence : 20 000 Arbitrage : Badura, Ondogrecula |
| 27 mai 2012 15h15 | ×3              | Rapport | ×3 ×4            | Lanxess Arena, Cologne Affluence : 20 000 Arbitrage : Badura, Ondogrecula |

#### Finale
| 27 mai 2012 18h00 | THW Kiel        | 26 – 21 | BM Atlético de Madrid | Lanxess Arena, Cologne Affluence : 20 000 Arbitrage : Nikolic, Stojkovic |
| 27 mai 2012 18h00 | Kim Andersson 7 | (13–10) | Kiril Lazarov 5       | Lanxess Arena, Cologne Affluence : 20 000 Arbitrage : Nikolic, Stojkovic |
| 27 mai 2012 18h00 | ×3 ×7           | Rapport | ×3 ×8 ×1              | Lanxess Arena, Cologne Affluence : 20 000 Arbitrage : Nikolic, Stojkovic |

## Le champion d'Europe
| Champion d'Europe - Ligue des champions 2011-2012 THW Kiel 3e titre |

## Statistiques
| Rang | Joueur                    | Poste          | Club                  | Buts | MJ | Moy. |
| ---- | ------------------------- | -------------- | --------------------- | ---- | -- | ---- |
| 1    | Mikkel Hansen             | Arrière gauche | AG Copenhague         | 98   | 16 | 6,1  |
| 2    | Kiril Lazarov             | Arrière droit  | BM Atlético de Madrid | 97   | 15 | 6,5  |
| 3    | Zlatko Horvat             | Ailier droit   | RK Zagreb             | 94   | 14 | 6,7  |
| 4    | Filip Jícha               | Arrière gauche | THW Kiel              | 94   | 16 | 5,9  |
| 5    | Niclas Ekberg             | Ailier droit   | AG Copenhague         | 84   | 16 | 5,3  |
| 6    | Guðjón Valur Sigurðsson   | Ailier gauche  | AG Copenhague         | 83   | 16 | 5,2  |
| 7    | Sven-Sören Christophersen | Arrière gauche | Füchse Berlin         | 81   | 16 | 5,1  |
| 8    | Martin Straňovský         | Ailier gauche  | Reale Ademar León     | 80   | 14 | 5,7  |
| 9    | Marko Vujin               | Arrière droit  | Veszprém KSE          | 73   | 12 | 6,1  |
| 10   | Naumče Mojsovski          | Demi-centre    | RK Metalurg Skopje    | 72   | 12 | 6,0  |